# Санрей (Техас)
Санрей (англ. Sunray) — місто (англ. city) в США, в окрузі Мур штату Техас. Населення — 1707 осіб (2020).

## Географія
Санрей розташований за координатами 36°1′6″ пн. ш. 101°49′28″ зх. д. / 36.01833° пн. ш. 101.82444° зх. д. (36.018270, -101.824485).  За даними Бюро перепису населення США в 2010 році місто мало площу 4,36 км², уся площа — суходіл.

## Демографія
Згідно з переписом 2010 року, у місті мешкало 1926 осіб у 686 домогосподарствах у складі 517 родин. Густота населення становила 442 особи/км².  Було 791 помешкання (181/км²).
Расовий склад населення:
| - 84,9 % — білих - 0,7 % — корінних американців - 0,6 % — азіатів - 0,1 % — чорних або афроамериканців - 11,5 % — осіб інших рас |

До двох чи більше рас належало 2,3 %. Частка іспаномовних становила 45,5 % від усіх жителів.
За віковим діапазоном населення розподілялося таким чином: 31,8 % — особи молодші 18 років, 56,4 % — особи у віці 18—64 років, 11,8 % — особи у віці 65 років та старші. Медіана віку мешканця становила 34,3 року. На 100 осіб жіночої статі у місті припадало 104,0 чоловіків;  на 100 жінок у віці від 18 років та старших — 94,5 чоловіків також старших 18 років.
Середній дохід на одне домашнє господарство  становив 62 462 долари США (медіана — 49 716), а середній дохід на одну сім'ю — 70 064 долари (медіана — 57 188). За межею бідності перебувало 15,3 % осіб, у тому числі 20,9 % дітей у віці до 18 років та 12,9 % осіб у віці 65 років та старших.
Цивільне працевлаштоване населення становило 1004 особи. Основні галузі зайнятості: виробництво — 20,8 %, сільське господарство, лісництво, риболовля — 17,6 %, освіта, охорона здоров'я та соціальна допомога — 14,4 %, роздрібна торгівля — 11,8 %.